# نيل روبسون (راكب الكنو)
نيل روبسون (بالإنجليزية: Neil Robson)‏ هو راكب الكنو بريطاني، ولد في 30 ديسمبر 1957.

## وصلات خارجية
- نيل روبسون على موقع أوليمبيديا (الإنجليزية)
- نيل روبسون على موقع اللجنة الأولمبية البريطانية (الإنجليزية)